# Frazier Mohawk
Frazier Mohawk, rodným jménem Barry Friedman (12. prosince 1941 – 2. června 2012) byl americký hudební producent.
Studoval na Happy Valley School a než se začal věnovat hudbě, pracoval v cirkuse a později se živil jako fotograf. Hudbě se začal věnovat počátkem šedesátých let; rovněž byl jedním z těch, kteří pomohli ke vzestupu skupinám jako Buffalo Springfield a The Monkees. Produkoval například alba Side Trips (Kaleidoscope, 1967), Running, Jumping, Standing Still (John Koerner & Willie Murphy, 1969), The Moray Eels Eat The Holy Modal Rounders (The Holy Modal Rounders, 1968) nebo The Marble Index (Nico, 1969). Jeho manželkou byla zpěvačka Essra Mohawk.
Zemřel v roce 2012 na onemocnění jater ve věku sedmdesáti let.